# Fleuth (Stolberg)
Fleuth ist ein südlicher Ortsteil des Stolberger Stadtteils Mausbach in der Städteregion Aachen. Fleuth liegt an einer parallel zum Mausbach verlaufenden Straße zwischen den Stadtteilen Mausbach und Vicht. Die Höhe beträgt durchschnittlich 250 m ü. NN.

## Lage, Infrastruktur und Sehenswürdigkeiten

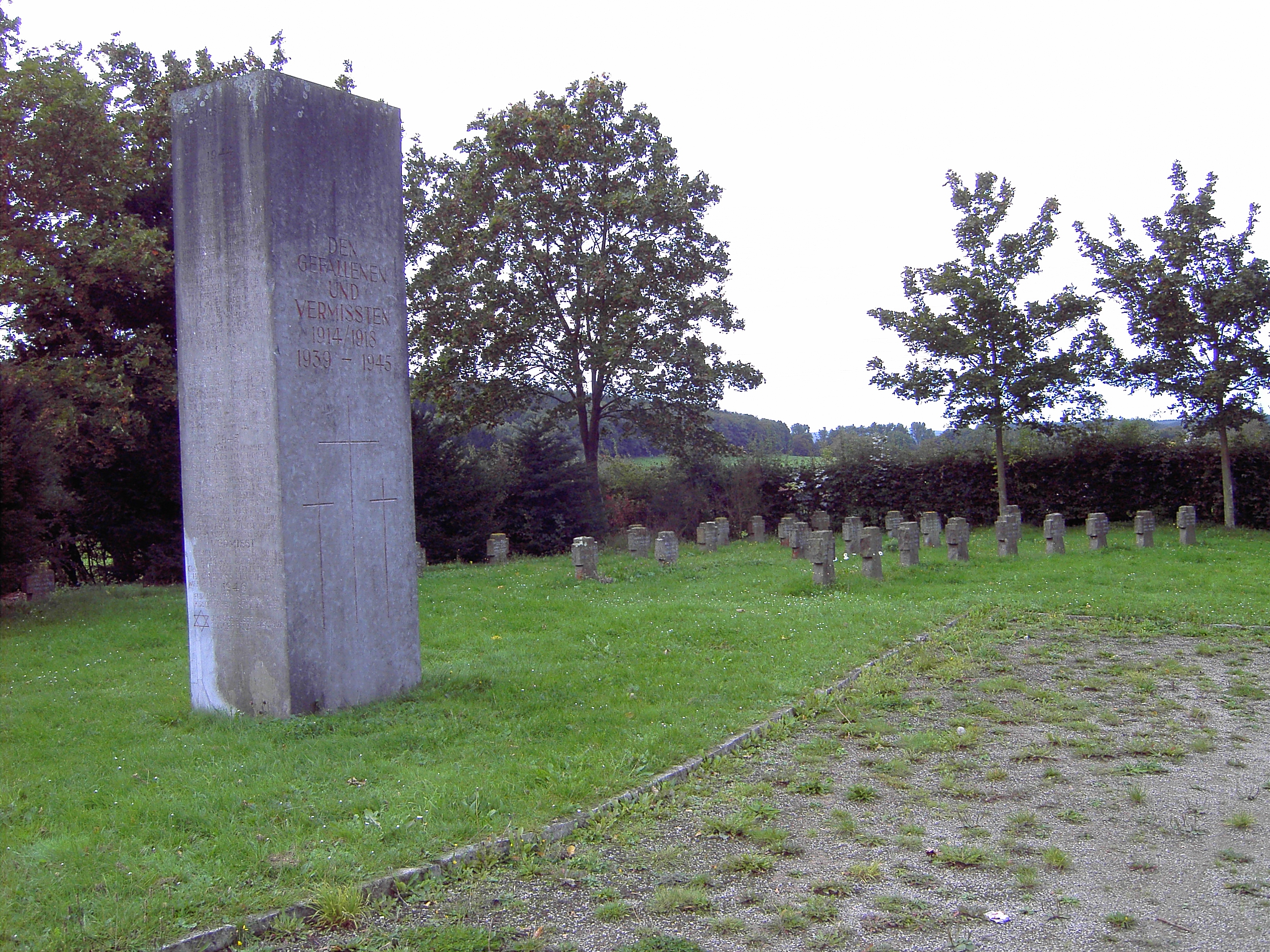
Soldatenfriedhof in Fleuth

Fleuth grenzt im Norden an das Mausbacher Zentrum, wo sich einige Versorgungseinrichtungen befinden. Der Ortsteil umfasst etliche Straßenzüge am Westrand des Waldstücks Süssendell, das zum „Gressenicher Wald“ gehört. Zwischen Wald und Ort liegt ein Naturschutzgebiet. Am östlichen Ortsausgang von Fleuth befindet sich ein Soldatenfriedhof.

## Geschichte
Die Fleuth ist ein alter Ortsteil. Der Straßenname „Im Pesch“ ist auf der lateinische „pasculum“ („Weide“) zurückzuführen. Das Anwesen Flamm in der Vichterstraße 29/31 im Bereich der heutigen Fleuth ist das Stammhaus von Jakob Flamm, der 1660 zum Schöffen, Ortsvorsteher und Kirchmeister von der Reichsabtei Kornelimünster ernannt wurde. Bis zu deren Auflösung blieben diese Ämter bei der Familie Flamm. Das historische Fleuth gehörte jedoch zum Herzogtum Jülich. Nach der Auflösung der Abtei Kornelimünster gehörte Fleuth zusammen mit Mausbach zuerst zur Mairie Gressenich, danach zur Bürgermeisterei Gressenich. Mit der Eingemeindung Gressenichs am 1. Januar 1972 kamen Mausbach und Fleuth zu Stolberg.

## Religion
Die Pfarrwerdung Mausbachs beginnt in Fleuth. Der aus Mausbach stammende Kapuzinerpater Arnold Salmagne brachte aus seinem Kloster in Aldenhoven, das die Franzosen 1802 aufgelöst hatten, ein Gnadenbild der Muttergottes in seinen Heimatort, das noch heute dort verehrt wird. Vom Aachener Bischof Marc Antoine Berdolet (1802–1809) erhielt er die Erlaubnis, in der Kapelle in Fleuth die Messe zu lesen. 1806 kam Fleuth zur im Vorjahr eingerichteten Pfarre Mausbach.

## Verkehr
Die AVV-Buslinien 1, 15 und 42 der ASEAG verbinden Fleuth mit fast allen Stolberger Stadtteilen sowie mit Aachen und besonders dessen östlichen Stadtteilen.
| Linie | Verlauf |
| ----- | --- |
| 1     | Uniklinik – Westbahnhof – Ponttor – Aachen Bushof – Ludwig Forum – Talbot – Haaren – Verlautenheide – Atsch – Stolberg Mühlener Bf – Stolberg Altstadt – Binsfeldhammer – Bernardshammer – Vicht – Fleuth – Mausbach – Diepenlinchen – Werth – Gressenich – Schevenhütte                   |
| 15    | Elisenbrunnen – Aachen Bushof – Kaiserplatz – Josefskirche – Bf Rothe Erde – Forst – Brand – Krauthausen – Dorff – Breinig (– Breinigerberg – Vicht – Fleuth – Mausbach – Diepenlinchen)                                                                                                   |
| 42    | (Schevenhütte →) Gressenich Kapelle – Krewinkel – Mausbach – Fleuth – / (Zweifall – Münsterau –) Vicht – Breinigerberg – Breinig – Dorff – Büsbach – Liester – Münsterbusch – Zinkhütter Hof – Stolberg Mühlener Bf – (Velau – Stolberg Hbf) / (Birkengang – Stolberg Hans-Böckler-Straße) |